# Wojna o obozy
„Wojna o obozy” – konflikt zbrojny z okresu wojny domowej w Libanie między prosyryjskimi szyitami z milicji Amal a Palestyńczykami, wspieranymi przez sunnitów.

## Przebieg konfliktu
Po wycofaniu się w lutym 1984 roku sił międzynarodowych, szyici z prosyryjskiego Amalu przejęli kontrolę nad zachodnimi dzielnicami Bejrutu i postanowili rozprawić się z siłami sunnitów. Sunnicka milicja Al-Murabitun była najbliższym libańskim sojusznikiem OWP. Ofensywa Amalu rozpoczęła się 15 kwietnia 1985 roku. Po serii krwawych starć oddziały Al-Murabitun zostały rozbite, a jej przywódcy uciekli za granicę. 19 maja wybuchły ciężkie walki o bejruckie obozy palestyńskich uchodźców Sabra, Szatila i Buri el-Barajnija. Amal był potajemnie wspierany przez wojsko syryjskie oraz szyickie jednostki armii libańskiej. Po jego stronie opowiedziały się także prosyryjskie frakcje OWP: dowodzona przez Abu Musę Fatah al-Intifada oraz As-Sa’ika. Walki toczyły się również o bastiony Palestyńczyków na szyickim południu kraju (np. Raszidijja w pobliżu Tyru). Tysiące uchodźców palestyńskich schroniło się na terenach kontrolowanych przez druzów. Wiele razy ogłaszano zawieszenie broni, ale większość z nich nie trwała zbyt długo. Palestyńczycy zostali osaczeni w swoich obozach przez siły szyitów na kolejne dwa lata, zanim interwencja Syrii doprowadziła do zakończenia konfliktu. Sytuacja ludności cywilnej była tragiczna. Blokady obozów doprowadziły do dramatycznego braku żywności i lekarstw oraz wielu ofiar wśród ich mieszkańców. Dopiero 7 kwietnia 1987 roku Amal ostatecznie przerwał oblężenie palestyńskich pozycji i przekazał swoje stanowiska wojskom syryjskim.